# Trijumf smrti
Trijumf smrti je slavna slika flandrijskog slikara Pietera Brueghela starijeg iz oko 1562. godine. Slika je bila dijelom španjolske kraljevske kolekcije od 1746. do 1759. godine kada ju je preuzela kraljica Izabela Farnese za svoju palaču La Granja. Od 1827. godine je dio zbirke muzeja Prado u Madridu.
Jan Brueghel stariji, sin Pietera Bruegela, napravio je repliku slike svoga oca 1597. od koje je sačuvan kasniji prijepis iz 1628. godine. 

## Odlike
Breugelove slike su često bile alegorične i prikazivale su ljudske slabosti i mane,a jedna od njegovih poznatijih je Trijumf smrti. U duhu vladajućeg manirizma u Italiji, Bruegel je prihvatio manirističku kompoziciju u kojoj su brojni prizori namjerno sakriveni i prerušeni u gomili vreve likova. Na panorami slike naglašena je pustoš krajolika s drvećem bez lišća i požarima koji gore u daljini, a na moru se zadesilo puno brodoloma, dok na obali jezera trunu ribe i davi se leš. U gornjem desnom dijelu je stratište s vješalima, kolima za mučenje i kosturom koji se sprema mačem pogubiti čovjeka koji se moli. U gornjem lijevom kutu se nalazi zvono koje najavljuje smrt, a ispod njega kosturi pljačkaju grob dok drugi sa psima lovi čovjeka. U sredini slike je kostur na izgladnjelom konju koji juriša s kosom, dok je iza njega vojska kostura koja napada žive koji ili bježe ili se bezuspješno bore. Lijevo, u prvom planu je smrt koja jaše konja koji vuče kola puna lubanja dok jedna žena pada ispod konja držeći škare i preslicu u ruci režući nit; klasični simbol ljudske krhkosti. Na kolima lubanja kostur svira girondu kao da se ruga čovjeku kojega drobi kotač kola. Ispod njih jedan kostur pomaže kardinalu rugajući mu se noseći njegovu crvenu kapu, dok drugi kosturi pljačkaju bačve zlata od umirućeg kralja u lijevom kutu. 
Desno od njih izgladnjeli pas gricka lice bebe, a skupina koja je naglo napustila igru backgammona i gozbu na stolu, ispod kojega se skriva luda, bezuspješno se bori protiv kostura. Iznad njih jedan kostur grli djevojku u parodiji zabave poslije večere, a ispod njih drugi kostur s maskom prosipa vino. U donjem desnom kutu se nalazi trubadur s lutnjom i djevojka koja pjeva kojima se pridružuje kostur na violini.
Breugel cijelu sliku oslikava u crvenkasto-smeđim tonovima, dajući prizoru prigodni paklenski ugođaj. Naime, na ovu sliku je utjecao nizozemski slikar Hieronymus Bosch, posebice desni retabl njegova triptiha Vrt naslade koji prikazuje paklene muke. Također, na slici su prikazani ljudi iz svih društvenih slojeva koje smrt uzima ne birajući, što je bila uobičajena tema u srednjovjekovnoj umjetnosti, poznata kao „Ples smrti“, a koje je Breugel ranije vidio u posjetu Palermu i Pisi.
Slika vjerno prikazuje odjeću, glazbala, vrste zabave, sprave za mučenje i način sahrane iz 16. stoljeća. Ona govori mnogo i o vremenu u kojemu je slikar živio, kada u borbi za burgundijsku baštinu između Francuske i Habsburgovaca teško stradava Flandrija.

## Vanjske poveznice
- Trijumf smrti na artchive.com (engl.)
- Službena stranica Muzeja Prado u Madridu (šp.)
- Bosch Bruegel Society  Arhivirana inačica izvorne stranice od 4. srpnja 2012. (Wayback Machine)